# Idioma toupuori
El toupuori (en toupuri: tupuro) es una lengua hablada en Camerún por unas 130.000 personas y en Chad por unas 140.000. Sus hablantes se denominan igualmente Toupouri, Tupuri o Tpuri.

## Aspectos históricos, sociales y culturales

### Uso y distribución

#### Distribución geográfica
Se habla en la Región del Extremo Norte de Camerún y en la Región de Mayo-Kebbi Este de Chad, aunque no es tratada como oficial en este país, pues solo el árabe y el francés lo son por mandato constitucional.

### Literatura

#### Escritura

##### Características generales del sistema de escritura
La lengua toupouri se escribe con el alfabeto latino, distinguiéndose las consonantes b ɓ c d ɗ f g h j k l m n ŋ p r s t w y y las vocales a e i o u.

## Breve vocabulario
Los meses del año:
| Mes | Español    | Toupouri           |
| --- | ---------- | ------------------ |
| 1   | Enero      | Féo Mbao           |
| 2   | Febrero    | Féo Ka'arang       |
| 3   | Marzo      | Féo Meene          |
| 4   | Abril      | Féo Mburgui        |
| 5   | Mayo       | Féo Topbe          |
| 6   | Junio      | Féo Baa            |
| 7   | Julio      | Féo mbiri wai gara |
| 8   | Agosto     | Féo Jonfenso'rewa  |
| 9   | Septiembre | Féo Wang           |
| 10  | Octubre    | Féo Ka'ague        |
| 11  | Noviembre  | Féo Duugui         |
| 12  | Diciembre  | Féo Ba'are         |

Los días de la semana:
| Día | Español   | Toupouri    |
| --- | --------- | ----------- |
| 1   | Lunes     | Wour Fare   |
| 2   | Martes    | Wour Halge  |
| 3   | Miércoles | Wour Fuggi  |
| 4   | Jueves    | Wour Sele   |
| 5   | Viernes   | Wour Durgi  |
| 6   | Sábado    | Wour Mbesge |
| 7   | Domingo   | Wour Iggi   |